# Lynn Ferguson
Lynn Ferguson, född 11 april 1965 i Glasgow, är en brittisk skådespelare.
Ferguson har bland annat medverkat i TV-serierna No Angels 2004-2006. Hon har även medverkat i filmerna Flykten från hönsgården från 2000, Bloody Hands från 2022 och Flykten från kycklingfabriken från 2023.

## Filmografi (i urval)
- 2000: Flykten från hönsgården
- 2004-2006: No Angels
- 2022: Bloody Hands
- 2023: Flykten från kycklingfabriken